# Kamienica Pod Złotym Kapeluszem we Wrocławiu
Kamienica Pod Złotym Kapeluszem – zabytkowa kamienica na wrocławskim Rynku, w północnej pierzei tretu tzw. stronie rymarzy lub stronie złotników. 
Większość kamienic znajdujących się w północnej pierzei tretu ma rodowód sięgający XV–XVII. Pierwotnie były to parterowe drewniane kramy, a następnie piętrowe murowane pomieszczenia mieszkalne przylegające do dwukondygnacyjnej murowanej ściany północnej smatruza. Z biegiem kolejnych lat pomieszczenia przekształcono w wielopiętrowe kamienice. Linia zabudowy kramów murowanych na działkach od numeru 17-23 znajdowała się ponad sześć metrów przed smatruzem. Po 1824 roku, kiedy to zlikwidowano smatruzy, właściciele kamienic z tej strony wykupili od miasta za kwotę 21 000 talarów, jej tereny i przedłużyli swoje budynki na południe. Zachowane z tego okresu zabudowania mają cechy architektury późnoklasycystycznej. 
Działania wojenne podczas II wojny światowej częściowo zniszczyły pierzeję północną. Jej odbudowa została opracowana w 1954 roku przez profesora Edmunda Małachowicza w Pracowni Konserwacji Zabytków przy udziale prof. Stanisława Koziczuka, Jadwigi Hawrylak i Stefana Janusza Müllera. 

## Historia kamienicy
Pierwotnie istniał tu budynek przylegający do dwunawowej hali smatruza. Jeszcze w okresie średniowiecza budynek rozbudowano o jeden trakt: ściana południowa stała się ściana północną między traktową. Pozostałość tej ściany widać w zachowanym zrębie fasady kamienicy. Po dodaniu drugiego traktu kamienica była jedną z największych w tej części tretu i miała 11,2 metra długości i 6,3 metra szerokości. Przed obecną linią fasady kamienicy znajduje się piwnica o wymiarach 3,2 x 5,4 m zbudowana w okresie gotyckim i późnorenesansowym, o czym świadczą różnice w wymiarach cegły wykorzystanej w budowie ściany południowej jak i dostawienie ściany zachodniej do południowej. Na ścianach (z wyjątkiem ściany południowej) zachowały się resztki polichromii, zachowany kolebkowy strop powstał w okresie renesansowym.
Kamienica w obecnej formie została wzniesiona ok. 1740 roku. Była to wówczas trzykondygnacyjna, trzyosiowa kamienica o szerokości 6,8 metra. W 1825 roku została przebudowana w duchu klasycyzmu; zyskała wówczas jedną kondygnację zakończona gzymsem okapowym.    

## Po 1945
W wyniku działań wojennych w 1945 roku kamienica uległa wypaleniu. Budynek odrestaurowano wraz z sąsiednią kamienicą, w której znajduje się wejście do górnych pięter. Na parterze w pierwszej dekadzie XXI wieku znajdował się Bar Piccolo, a obecnie "Pub Pijawka". 